# Cosacos zapórogos escribiendo una carta al Sultán
Cosacos zaporogos escribiendo una carta al Sultán Mehmed IV de Turquía (también conocido como Cosacos de Zaporozhia redactando un manifiesto - título usual internacional; ruso: «Запорóжцы пи́шут письмó турéцкому султáну» - título habitual en ruso: «Запорóжцы», Zaporózhtsy - título usado por el autor; ucraniano: «Запоро́жці пи́шуть листа́ туре́цькому султа́нові») es una famosa pintura realizada por el pintor Iliá Repin, de 2,03 × 3,58 m. iniciada en 1880 y completada en 1891. 
Repin anotó los años de trabajo en el propio cuadro, en el borde inferior, y la obra fue adquirida por el zar Alejandro III por 35 000 rublos, suma que en esa época fue la mayor pagada por una pintura rusa. Desde su adquisición se exhibe en el Museo Estatal Ruso de Alejandro III en San Petersburgo.

## Contexto
Cosacos zaporogos... muestra una supuesta escena de la historia ucraniana, ambientada en 1676 y basada en la leyenda de que los cosacos ucranianos de Zaporozhia enviaron una carta al Sultán Mehmed IV del Imperio otomano, después de derrotar al ejército imperial otomano en batalla, y ante la insistencia del Sultán para que –a pesar de esta derrota– aceptaran su dominio. Según la leyenda, los cosacos de Zaporozhia, liderados por Iván Sirkó, replicaron en forma poco común: escribieron una carta llena de insultos y obscenidades. La carta original no ha sobrevivido; sin embargo, en la década de 1870 un etnógrafo aficionado de Yekaterinoslav (hoy Dnipró), Ya. Novitsky, halló una copia hecha en el siglo XVIII. Él la entregó al historiador Dmytró Yavornytsky (1855-1940), que casualmente la leyó ante sus invitados, entre los cuales estaba el pintor Iliá Repin. Repin se interesó respecto a la leyenda y en 1880 empezó a trazar el primer bosquejo del cuadro.
El cuadro muestra la diversión de los cosacos al leer el ultimátum del Sultán, y dictar y leer la sarta de vulgaridades que constituyó la respuesta. 

### El ultimátum del Sultán
Sultán Mehmed IV a los Cosacos de Zaporozhia...

Como sultán; hijo del profeta Mahoma, hermano del sol y de la luna, nieto y virrey de Dios, regente de los reinos de Macedonia, Babilonia, Jerusalén y Alto y Bajo Egipto, emperador de emperadores, soberano de soberanos, caballero extraordinario jamás vencido, firme guardián de la tumba de Jesucristo, fideicomisario y elegido del mismísimo Dios, esperanza y confort del pueblo musulmán, cofundador y gran defensor del cristianismo... Os ordeno, cosacos zapórogos, que os subyuguéis a mí de manera voluntaria y sin resistencia alguna. Os mando, además, desistir de seguir incomodándome con vuestros ataques.
—Sultán Mehmed IV del Imperio Otomano[cita requerida]

### La respuesta de los cosacos
Según la leyenda,[cita requerida] la respuesta fue un conjunto de invectivas parodiando los títulos del sultán:

Traducción al español:
¡Cosacos zaporogos al sultán turco!
Oh sultán, demonio turco, hermano maldito del demonio, amigo y secretario del mismo Lucifer. ¿Qué clase de caballero del demonio eres que no puedes matar un erizo con tu culo desnudo? Cuando el demonio caga tu ejército come. Jamás podrás, hijo de perra, hacer súbditos a hijos de cristianos; no tememos a tu ejército, te combatiremos por tierra y por mar, púdrete.
¡Sollastre babilónico, loco macedónico, cantinero de Jerusalén, follador de cabras de Alejandría, porquero del alto y bajo Egipto, ladrón de Podolia, catamita tártaro, verdugo de Kamyanéts, tonto de todo el mundo y el inframundo, idiota ante nuestro Dios, nieto de la serpiente y calambre en nuestros penes. Morro de cerdo, culo de yegua, perro de matadero, rostro del anticristianismo, ¡fóllate a tu propia madre!
¡Por esto los zaporogos declaran, basura de bajo fondo, que nunca podrás apacentar ni a los cerdos de los cristianos. Concluimos, como no sabemos la fecha ni poseemos calendario; la luna está en el cielo, es el año del Señor, el mismo día es aquí que allá, ¡así que bésanos el culo!

Firmado: Koshovýi Otamán Iván Sirkó y toda la hueste zaporoga[cita requerida]
Versión original en ucraniano:
Запорізькі козаки турецькому султану!
Ти – шайтан турецький, проклятого чорта брат i товариш і самого Люципера секретар! Який ти в чорта лицар коли голою сракою їжака не вб'єш? Чорт висирає а твоє вiйсько пожирає. Не будеш ти, сукин ти сину, синiв християнських пiд собою мати, твого вiйска ми не боїмося, землею i водою будем битися з тобою, распройоб твою мать.
Вавілонський ти кухар, Македонський колесник, Ієрусалимський бровирник, Олександрійський козолуп, Великого й Малого Єгипта свинар, Подолянська злодiюка, Татарський сагайдак, Каменецький кат, і всього світу і підсвіту блазень, а нашого Бога дурень, самого гаспида онук і нашого хуя крюк. Свиняча морда, кобиляча срака, різницька собака, нехрещений лоб, мать твою в'йоб!
Отак тобі козаки відказали плюгавче! Невгоден єсі матері вірних християн! Числа не знаєм бо календаря не маєм, місяць в небі, рік у книзі, а день такий у нас як і у вас, поцілуй за те у сраку нас!

Пiдписали: Кошовий отаман Іван Сірко зо всім кошом запорізьким[cita requerida]